# 周启濂

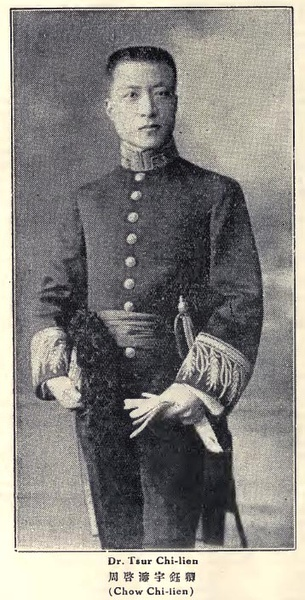

周启濂（1877年—?），字玉卿（或作钰卿），浙江省宁波府鄞县人，中华民国外交官。

## 生平
1877年出生于浙江省宁波。早年就读于上海圣约翰大学，获学士学位。后赴英国留学，在爱丁堡大学深造，获文学硕士学位。转道德国，在德国璧利瑟大學取得政治学博士学位。
1914年：中华民国（北洋政府）派驻日本公使馆三等秘书；1918年：中华民国（北洋政府）特派员，赴澳大利亚监管第一次世界大战德意志帝国、奥匈帝国战犯；1919年至1920年：先后担任中华民国驻美国纽约领事，中华民国驻美国总领事；1922年至1923年：担任中国驻加拿大总领事（总领事馆位于今加拿大安大略省渥太华）。

## 现存资料
- 民國外交經濟檔案暨名人知識庫數位典藏計畫：
  - 請飭周啟濂來京由（页面存档备份，存于）
  - 今年十月英國行將招集之帝國會議關係重要鈞部對於坎總理赴英出席時有無意見祈示遵由（页面存档备份，存于）
  - 中坎訂約事已經擬就大綱遞交坎總理抄錄提案呈儘羸衪蒱楔W年五個月館費俾完成約事由（页面存档备份，存于）
  - 呈報與坎總理議訂改善待遇華人三點請核示由 （页面存档备份，存于）
  - 呈報坎拿大議員Foran對於中坎訂約主張改善待遇華人由（页面存档备份，存于）
  - 報告中坎訂約經過情形請察核由（页面存档备份，存于）
  - 奉令與坎政府協定新約並陳謝悃由（页面存档备份，存于）

- 加拿大維多利亞大學图书馆藏：
  - 中华民国驻加总领事周啟濂就华童分校一事回复维多利亚华侨抗争分校团体的信（页面存档备份，存于）

- 香港大公报：
  - 政事堂奉 策令 和 申令[永久]